# Golf a 2014. évi nyári ifjúsági olimpiai játékokon
A 2014. évi nyári ifjúsági olimpiai játékokon a golf versenyeinek a Zhongshan International Golf Club adott otthont augusztus 19. és 26. között. A fiúknál és a lányoknál is 1–1 egyéni versenyt rendeztek, illetve egy vegyes csapat versenyszám is volt.
A golf először szerepelt az ifjúsági olimpiai játékokon.

## Naptár
Az időpontok helyi idő szerint (UTC+8) értendők.
| Dátum         | Időpont | Versenyszám                                    |
| ------------- | ------- | ---------------------------------------------- |
| Augusztus 19. | 08:30   | Fiú egyéni, 1. forduló Lány egyéni, 1. forduló |
| Augusztus 20. | 08:30   | Fiú egyéni, 2. forduló Lány egyéni, 2. forduló |
| Augusztus 21. | 08:30   | Fiú egyéni, helyosztók Lány egyéni, helyosztók |
| Augusztus 24. | 08:30   | Vegyes csapat, Foursome                        |
| Augusztus 25. | 08:30   | Vegyes csapat, Fourball                        |
| Augusztus 26. | 08:30   | Vegyes csapat, helyosztók                      |

## Éremtáblázat
(A táblázatokban az egyes számoszlopok legmagasabb értéke vastagítással kiemelve.)
| A 2014. évi nyári ifjúsági olimpiai játékok éremtáblázata golfban | A 2014. évi nyári ifjúsági olimpiai játékok éremtáblázata golfban | A 2014. évi nyári ifjúsági olimpiai játékok éremtáblázata golfban | A 2014. évi nyári ifjúsági olimpiai játékok éremtáblázata golfban | A 2014. évi nyári ifjúsági olimpiai játékok éremtáblázata golfban | Olimpia  |
| ----------------------------------------------------------------- | ----------------------------------------------------------------- | ----------------------------------------------------------------- | ----------------------------------------------------------------- | ----------------------------------------------------------------- | -------- |
|                                                                   | Ország                                                            | Arany                                                             | Ezüst                                                             | Bronz                                                             | Összesen |
| 1.                                                                | Dél-Korea (KOR)                                                   | 1                                                                 | 1                                                                 | 0                                                                 | 2        |
| 1.                                                                | Svédország (SWE)                                                  | 1                                                                 | 1                                                                 | 0                                                                 | 2        |
| 3.                                                                | Olaszország (ITA)                                                 | 1                                                                 | 0                                                                 | 1                                                                 | 2        |
|                                                                   |                                                                   |                                                                   |                                                                   |                                                                   |          |
| 4.                                                                | Tajvan (TPE)                                                      | 0                                                                 | 1                                                                 | 0                                                                 | 1        |
|                                                                   |                                                                   |                                                                   |                                                                   |                                                                   |          |
| 5.                                                                | Thaiföld (THA)                                                    | 0                                                                 | 0                                                                 | 2                                                                 | 2        |
|                                                                   |                                                                   |                                                                   |                                                                   |                                                                   |          |
| Összesen                                                          | Összesen                                                          | 3                                                                 | 3                                                                 | 3                                                                 | 9        |

## Érmesek
| A 2014. évi nyári ifjúsági olimpiai játékok érmesei golfban |                                                  |                                             |                                                            |
| Versenyszám                                                 | Arany                                            | Ezüst                                       | Bronz                                                      |
| Fiú egyéni                                                  | Renato Paratore · Olaszország (ITA)              | Marcus Kinhult · Svédország (SWE)           | Danthai Boonma · Thaiföld (THA)                            |
| Lány egyéni                                                 | Lee Soyoung · Dél-Korea (KOR)                    | Cheng Ssu-Chia · Tajvan (TPE)               | Supamas Sangchan · Thaiföld (THA)                          |
| Vegyes csapat                                               | Svédország (SWE) · Marcus Kinhult · Linnea Strom | Dél-Korea (KOR) · Youm Eun Ho · Lee Soyoung | Olaszország (ITA) · Renato Paratore · Virginia Elena Carta |